# Einzehen-Aalmolch
Der Einzehen-Aalmolch (Amphiuma pholeter) ist die kleinste der drei Arten der Aalmolche (Amphiumidae). Er ist in Sumpfgebieten an der Westküste Floridas und im Süden Alabamas beheimatet.

## Merkmale
Der Einzehen-Aalmolch erreicht eine durchschnittliche Körperlänge von etwa 21 bis 32 Zentimetern.  Der Körper des Schwanzlurches ist langgezogen und besitzt keine Hinterbeine. Die kleinen Vorderbeine sind mit nur einer Zehe ausgestattet, wodurch das Tier seinen Namen erhielt. Die Körperfärbung ist grauschwarz, wobei sich die Bauchseite vom Rücken farblich nicht unterscheidet.

## Verbreitung und Lebensweise
Die Art kommt disjunkt in den Sumpfgebieten an der Westküste Floridas sowie im äußersten Süden Alabamas vor.
Der Einzehen-Aalmolch lebt fast ausschließlich aquatisch. Die Tiere verstecken sich im Schlamm oder unter Detritus und ernähren sich von Insekten und anderen wirbellosen Wassertieren.